# Секст Еруцій Клар
Секст Еруцій Клар (лат. Sextus Erucius Clarus; ? — 146) — державний та військовий діяч Римської імперії, консул-суффект 117 року і ординарний консул 146 року.

## Життєпис
Походив з роду Еруціїв. Початку своєї кар'єри завдячував Плінію Молодшому. У 99 році призначений квестором. Після чого став народним трибуном, а потім претором. Брав участь у війні з Парфією під орудою імператора Траяна. На чолі військ у 116 році захопив парфянську столицю Ктесифон. За цю звитягу призначений у 117 році консулом-суфіектом, разом з Гнеєм Мініцієм Фавстіном.
За часів імператора Адріана був префектом Риму (втім точні дати невідомі). У 146 році за правління Антоніна Пія став консулом спільно з Гнеєм Клавдієм Севером Арабіаном. Помер наприкінці своєї каденції.

## Родина
- Гай Еруцій Клар, консул 170 року